# Flugunfall einer CASA Aviocar auf dem Maimun Saleh Airport 2002
Der Zwischenfall am Flughafen Sabang 2002 ereignete sich am 11. April 2002, als mit einer CASA/Nurtanio NC-212 Aviocar 100 der Sabang Merauke Raya Air Charter (SMAC) auf dem Flughafen Maimun Saleh in Sabang ein Regionalflug innerhalb Indonesiens begonnen werden sollte. Dabei kam es zu einem Propellerzwischenfall mit Personenschaden, bei dem ein Mensch getötet wurde.

## Flugzeug
Bei der betroffenen Maschine handelte es sich um eine 22 Jahre und 3 Monate alte CASA/Nurtanio NC-212 Aviocar 100, die von der Construcciones Aeronáuticas S.A. in Sevilla, Spanien und im Werk der Industri Pesawat Terbang Nurtanio in Bandung, Indonesien gebaut wurde. Das Flugzeug mit der Modellseriennummer 120 und der Werksnummer 18N wurde im Jahr 1978 endmontiert, es handelte sich um die 120. fertiggestellte Serienmaschine (abzüglich zweier Prototypen) sowie um das 18. in indonesischer Lizenzfertigung montierte Flugzeug dieses Typs. Der Erstflug mit dem Luftfahrzeugkennzeichen PK-XCQ wurde am 17. Januar 1980 durchgeführt. Die Auslieferung an die Sabang Merauke Raya Air Charter mit dem neuen Kennzeichen PK-ZAI erfolgte am 23. August 1980, es handelte sich seinerzeit um die erste Maschine dieses Typs, die bei der Fluggesellschaft in Betrieb ging. Das zweimotorige STOL-Regionalverkehrsflugzeug war mit zwei Turboprop-Triebwerken des Typs Garrett TPE331-10HR ausgestattet, die mit Vierblattpropellern bestückt waren.

## Passagiere und Besatzung
Für den Inlandsflug hatten 14 Passagiere in der Maschine Platz genommen, die Cockpitbesatzung bestand aus einem Kapitän und einem Ersten Offizier. Auf diesem Regionalflug waren keine Flugbegleiter vorgesehen. Der Unfall ereignete sich, als ein weiterer Passagier, der den Zeitpunkt des Einsteigens verpasst hatte, versuchte, nachträglich an Bord zu gelangen.

## Unfallhergang
Nachdem das Boarding abgeschlossen war, starteten die Piloten die Triebwerke, um vom Flugsteig zur Startbahn zu rollen. Plötzlich rannte ein Mann aus dem Flughafengebäude heraus und auf die Maschine zu. Als er auf die Maschine zurannte, lief er in den linken Propeller des Flugzeugs und wurde dabei getötet. Die Maschine wurde nur geringfügig beschädigt.

## Unfalluntersuchung
Bei der Unfalluntersuchung stellte sich heraus, dass es sich bei dem getöteten Mann um einen Passagier gehandelt hatte, der für den Flug gebucht war. Der Mann war verspätet am Flughafen eingetroffen und hatte versucht, den Flug noch zu erreichen. Es wurde gemutmaßt, dass der Mann über einen VIP-Raum, der zu diesem Zeitpunkt nicht bewacht wurde, auf das Rollfeld gelangt war.

## Kontext
Es handelte sich um den zweiten tödlichen Propellerzwischenfall mit einer CASA C-212 Aviocar im indonesischen Regionalflugverkehr, der sich binnen weniger Monate ereignete. Im Dezember 2001 hatte sich ein Abfertiger am Flughafen Juvai Semaring beim Entladen einer Maschine ebenfalls tödliche Verletzungen zugezogen.

## Verbleib der Maschine
Das nur gering beschädigte Flugzeug wurde nach dem Unfall wieder instand gesetzt und weiter im Regionalflugverkehr der SMAC eingesetzt. Es ereigneten sich noch zwei weitere Zwischenfälle, beim letzten, erneut tödlichen Zwischenfall wurde die Maschine zerstört:
- Am 30. November 2005 war die Maschine in einen weiteren Zwischenfall verwickelt, als sie bei einem Flug von Medan auf dem Flughafen Sinabang-Lasikin das Ende der Landebahn um 60 Meter über- und in einen Sumpf hineinrollte. Alle 12 Passagiere und drei Besatzungsmitglieder überlebten den Zwischenfall, der Rumpf und die Tragflächen wurden an mehreren Stellen beschädigt und die Propellerblätter des rechten Propellers verbogen, nachdem sie mit einem betonierten Zaunpfosten in Kontakt kamen. Der Schadensumfang wurde dennoch als „gering“ eingestuft und die Maschine wieder repariert.[1]

- Am 12. Februar 2011 wurde mit der Maschine nach einem Wechsel von Triebwerk Nr. 1 ein Testflug vom Flughafen Hang Nadim (Batam) zum Flughafen Tanjung Pinang Kidjang durchgeführt. Die Maschine stürzte auf diesem Flug in einer vertikalen Fluglage zu Boden, wobei alle fünf Insassen getötet wurden.[2]